# 1083
1083 је била проста година.

## Догађаји
- Википедија:Непознат датум — Владавина арапске династије Абадида у Севиљи у данашњој Шпанији (од 1023. до 1091).
- Википедија:Непознат датум — Српски кнез Вукан управља кнежевином Србијом у Расу  све до 1091. године, након чега је тврђава поново прешла у посед Византије.

- 6. јануар – Кастиљска војска, под командом грофа Гонзала Салвадореза и његовог зета Рамира Гарсеса, господара Калахоре, детета покојног краља Гарсије Санчеза III од Памплоне, улази у предати бастион Руеда, али су потом подмукло нападнути и убијени.
- Лето – Хајнрих IV, цар Светог римског царства, опседа папу Гргура VII у замку Сант Анђело у Риму.
- Октобар – Док је Роберт Гвискар у Италији, цар Алексије I Комнин враћа територију коју су претходно изгубили Нормани, укључујући град Касторију. Неколико Нормана, укључујући Петра Алифаса, прелазе на страну Византинаца.
- Реконкиста: Кастиљске снаге под Алфонсом VI поново освајају Талавера де ла Реина у Таифи Толеда (данашња Шпанија).
- Краљ Санчо Рамирез од Памплоне и Арагона осваја Граус (налази се у Пиринејима).
- Краљ Вилијам Освајач затвара свог полубрата Ода из Бајеа због планирања војне експедиције на Италију.
- Сеута пада у руке Алморавида, након петогодишње опсаде.

## Смрти
- Матилда Фландријска

- Ценг Гунг